# نادي فارم تاون
نادي فارم تاون هو نادي كرة قدم بريطاني أٌسس عام 1947. يلعب النادي في Wessex Football League ‏.